# Hypolimnas cerberus
Hypolimnas cerberus är en fjärilsart som beskrevs av Aurivillius 1894. Hypolimnas cerberus ingår i släktet Hypolimnas och familjen praktfjärilar. Inga underarter finns listade i Catalogue of Life.